# Ván cờ Tây Ban Nha, Bẫy Noah's Ark
|   | a | b | c | d | e | f | g | h |   |
| 8 | a8 black rook · d8 black queen · e8 black king · f8 black bishop · g8 black knight · h8 black rook · d7 black bishop · f7 black pawn · g7 black pawn · h7 black pawn · a6 black pawn · d6 black pawn · b5 black pawn · d5 white queen · c4 black pawn · e4 white pawn · b3 white bishop · a2 white pawn · b2 white pawn · c2 white pawn · f2 white pawn · g2 white pawn · h2 white pawn · a1 white rook · b1 white knight · c1 white bishop · e1 white king · h1 white rook | a8 black rook · d8 black queen · e8 black king · f8 black bishop · g8 black knight · h8 black rook · d7 black bishop · f7 black pawn · g7 black pawn · h7 black pawn · a6 black pawn · d6 black pawn · b5 black pawn · d5 white queen · c4 black pawn · e4 white pawn · b3 white bishop · a2 white pawn · b2 white pawn · c2 white pawn · f2 white pawn · g2 white pawn · h2 white pawn · a1 white rook · b1 white knight · c1 white bishop · e1 white king · h1 white rook | a8 black rook · d8 black queen · e8 black king · f8 black bishop · g8 black knight · h8 black rook · d7 black bishop · f7 black pawn · g7 black pawn · h7 black pawn · a6 black pawn · d6 black pawn · b5 black pawn · d5 white queen · c4 black pawn · e4 white pawn · b3 white bishop · a2 white pawn · b2 white pawn · c2 white pawn · f2 white pawn · g2 white pawn · h2 white pawn · a1 white rook · b1 white knight · c1 white bishop · e1 white king · h1 white rook | a8 black rook · d8 black queen · e8 black king · f8 black bishop · g8 black knight · h8 black rook · d7 black bishop · f7 black pawn · g7 black pawn · h7 black pawn · a6 black pawn · d6 black pawn · b5 black pawn · d5 white queen · c4 black pawn · e4 white pawn · b3 white bishop · a2 white pawn · b2 white pawn · c2 white pawn · f2 white pawn · g2 white pawn · h2 white pawn · a1 white rook · b1 white knight · c1 white bishop · e1 white king · h1 white rook | a8 black rook · d8 black queen · e8 black king · f8 black bishop · g8 black knight · h8 black rook · d7 black bishop · f7 black pawn · g7 black pawn · h7 black pawn · a6 black pawn · d6 black pawn · b5 black pawn · d5 white queen · c4 black pawn · e4 white pawn · b3 white bishop · a2 white pawn · b2 white pawn · c2 white pawn · f2 white pawn · g2 white pawn · h2 white pawn · a1 white rook · b1 white knight · c1 white bishop · e1 white king · h1 white rook | a8 black rook · d8 black queen · e8 black king · f8 black bishop · g8 black knight · h8 black rook · d7 black bishop · f7 black pawn · g7 black pawn · h7 black pawn · a6 black pawn · d6 black pawn · b5 black pawn · d5 white queen · c4 black pawn · e4 white pawn · b3 white bishop · a2 white pawn · b2 white pawn · c2 white pawn · f2 white pawn · g2 white pawn · h2 white pawn · a1 white rook · b1 white knight · c1 white bishop · e1 white king · h1 white rook | a8 black rook · d8 black queen · e8 black king · f8 black bishop · g8 black knight · h8 black rook · d7 black bishop · f7 black pawn · g7 black pawn · h7 black pawn · a6 black pawn · d6 black pawn · b5 black pawn · d5 white queen · c4 black pawn · e4 white pawn · b3 white bishop · a2 white pawn · b2 white pawn · c2 white pawn · f2 white pawn · g2 white pawn · h2 white pawn · a1 white rook · b1 white knight · c1 white bishop · e1 white king · h1 white rook | a8 black rook · d8 black queen · e8 black king · f8 black bishop · g8 black knight · h8 black rook · d7 black bishop · f7 black pawn · g7 black pawn · h7 black pawn · a6 black pawn · d6 black pawn · b5 black pawn · d5 white queen · c4 black pawn · e4 white pawn · b3 white bishop · a2 white pawn · b2 white pawn · c2 white pawn · f2 white pawn · g2 white pawn · h2 white pawn · a1 white rook · b1 white knight · c1 white bishop · e1 white king · h1 white rook | 8 |
| 7 | a8 black rook · d8 black queen · e8 black king · f8 black bishop · g8 black knight · h8 black rook · d7 black bishop · f7 black pawn · g7 black pawn · h7 black pawn · a6 black pawn · d6 black pawn · b5 black pawn · d5 white queen · c4 black pawn · e4 white pawn · b3 white bishop · a2 white pawn · b2 white pawn · c2 white pawn · f2 white pawn · g2 white pawn · h2 white pawn · a1 white rook · b1 white knight · c1 white bishop · e1 white king · h1 white rook | a8 black rook · d8 black queen · e8 black king · f8 black bishop · g8 black knight · h8 black rook · d7 black bishop · f7 black pawn · g7 black pawn · h7 black pawn · a6 black pawn · d6 black pawn · b5 black pawn · d5 white queen · c4 black pawn · e4 white pawn · b3 white bishop · a2 white pawn · b2 white pawn · c2 white pawn · f2 white pawn · g2 white pawn · h2 white pawn · a1 white rook · b1 white knight · c1 white bishop · e1 white king · h1 white rook | a8 black rook · d8 black queen · e8 black king · f8 black bishop · g8 black knight · h8 black rook · d7 black bishop · f7 black pawn · g7 black pawn · h7 black pawn · a6 black pawn · d6 black pawn · b5 black pawn · d5 white queen · c4 black pawn · e4 white pawn · b3 white bishop · a2 white pawn · b2 white pawn · c2 white pawn · f2 white pawn · g2 white pawn · h2 white pawn · a1 white rook · b1 white knight · c1 white bishop · e1 white king · h1 white rook | a8 black rook · d8 black queen · e8 black king · f8 black bishop · g8 black knight · h8 black rook · d7 black bishop · f7 black pawn · g7 black pawn · h7 black pawn · a6 black pawn · d6 black pawn · b5 black pawn · d5 white queen · c4 black pawn · e4 white pawn · b3 white bishop · a2 white pawn · b2 white pawn · c2 white pawn · f2 white pawn · g2 white pawn · h2 white pawn · a1 white rook · b1 white knight · c1 white bishop · e1 white king · h1 white rook | a8 black rook · d8 black queen · e8 black king · f8 black bishop · g8 black knight · h8 black rook · d7 black bishop · f7 black pawn · g7 black pawn · h7 black pawn · a6 black pawn · d6 black pawn · b5 black pawn · d5 white queen · c4 black pawn · e4 white pawn · b3 white bishop · a2 white pawn · b2 white pawn · c2 white pawn · f2 white pawn · g2 white pawn · h2 white pawn · a1 white rook · b1 white knight · c1 white bishop · e1 white king · h1 white rook | a8 black rook · d8 black queen · e8 black king · f8 black bishop · g8 black knight · h8 black rook · d7 black bishop · f7 black pawn · g7 black pawn · h7 black pawn · a6 black pawn · d6 black pawn · b5 black pawn · d5 white queen · c4 black pawn · e4 white pawn · b3 white bishop · a2 white pawn · b2 white pawn · c2 white pawn · f2 white pawn · g2 white pawn · h2 white pawn · a1 white rook · b1 white knight · c1 white bishop · e1 white king · h1 white rook | a8 black rook · d8 black queen · e8 black king · f8 black bishop · g8 black knight · h8 black rook · d7 black bishop · f7 black pawn · g7 black pawn · h7 black pawn · a6 black pawn · d6 black pawn · b5 black pawn · d5 white queen · c4 black pawn · e4 white pawn · b3 white bishop · a2 white pawn · b2 white pawn · c2 white pawn · f2 white pawn · g2 white pawn · h2 white pawn · a1 white rook · b1 white knight · c1 white bishop · e1 white king · h1 white rook | a8 black rook · d8 black queen · e8 black king · f8 black bishop · g8 black knight · h8 black rook · d7 black bishop · f7 black pawn · g7 black pawn · h7 black pawn · a6 black pawn · d6 black pawn · b5 black pawn · d5 white queen · c4 black pawn · e4 white pawn · b3 white bishop · a2 white pawn · b2 white pawn · c2 white pawn · f2 white pawn · g2 white pawn · h2 white pawn · a1 white rook · b1 white knight · c1 white bishop · e1 white king · h1 white rook | 7 |
| 6 | a8 black rook · d8 black queen · e8 black king · f8 black bishop · g8 black knight · h8 black rook · d7 black bishop · f7 black pawn · g7 black pawn · h7 black pawn · a6 black pawn · d6 black pawn · b5 black pawn · d5 white queen · c4 black pawn · e4 white pawn · b3 white bishop · a2 white pawn · b2 white pawn · c2 white pawn · f2 white pawn · g2 white pawn · h2 white pawn · a1 white rook · b1 white knight · c1 white bishop · e1 white king · h1 white rook | a8 black rook · d8 black queen · e8 black king · f8 black bishop · g8 black knight · h8 black rook · d7 black bishop · f7 black pawn · g7 black pawn · h7 black pawn · a6 black pawn · d6 black pawn · b5 black pawn · d5 white queen · c4 black pawn · e4 white pawn · b3 white bishop · a2 white pawn · b2 white pawn · c2 white pawn · f2 white pawn · g2 white pawn · h2 white pawn · a1 white rook · b1 white knight · c1 white bishop · e1 white king · h1 white rook | a8 black rook · d8 black queen · e8 black king · f8 black bishop · g8 black knight · h8 black rook · d7 black bishop · f7 black pawn · g7 black pawn · h7 black pawn · a6 black pawn · d6 black pawn · b5 black pawn · d5 white queen · c4 black pawn · e4 white pawn · b3 white bishop · a2 white pawn · b2 white pawn · c2 white pawn · f2 white pawn · g2 white pawn · h2 white pawn · a1 white rook · b1 white knight · c1 white bishop · e1 white king · h1 white rook | a8 black rook · d8 black queen · e8 black king · f8 black bishop · g8 black knight · h8 black rook · d7 black bishop · f7 black pawn · g7 black pawn · h7 black pawn · a6 black pawn · d6 black pawn · b5 black pawn · d5 white queen · c4 black pawn · e4 white pawn · b3 white bishop · a2 white pawn · b2 white pawn · c2 white pawn · f2 white pawn · g2 white pawn · h2 white pawn · a1 white rook · b1 white knight · c1 white bishop · e1 white king · h1 white rook | a8 black rook · d8 black queen · e8 black king · f8 black bishop · g8 black knight · h8 black rook · d7 black bishop · f7 black pawn · g7 black pawn · h7 black pawn · a6 black pawn · d6 black pawn · b5 black pawn · d5 white queen · c4 black pawn · e4 white pawn · b3 white bishop · a2 white pawn · b2 white pawn · c2 white pawn · f2 white pawn · g2 white pawn · h2 white pawn · a1 white rook · b1 white knight · c1 white bishop · e1 white king · h1 white rook | a8 black rook · d8 black queen · e8 black king · f8 black bishop · g8 black knight · h8 black rook · d7 black bishop · f7 black pawn · g7 black pawn · h7 black pawn · a6 black pawn · d6 black pawn · b5 black pawn · d5 white queen · c4 black pawn · e4 white pawn · b3 white bishop · a2 white pawn · b2 white pawn · c2 white pawn · f2 white pawn · g2 white pawn · h2 white pawn · a1 white rook · b1 white knight · c1 white bishop · e1 white king · h1 white rook | a8 black rook · d8 black queen · e8 black king · f8 black bishop · g8 black knight · h8 black rook · d7 black bishop · f7 black pawn · g7 black pawn · h7 black pawn · a6 black pawn · d6 black pawn · b5 black pawn · d5 white queen · c4 black pawn · e4 white pawn · b3 white bishop · a2 white pawn · b2 white pawn · c2 white pawn · f2 white pawn · g2 white pawn · h2 white pawn · a1 white rook · b1 white knight · c1 white bishop · e1 white king · h1 white rook | a8 black rook · d8 black queen · e8 black king · f8 black bishop · g8 black knight · h8 black rook · d7 black bishop · f7 black pawn · g7 black pawn · h7 black pawn · a6 black pawn · d6 black pawn · b5 black pawn · d5 white queen · c4 black pawn · e4 white pawn · b3 white bishop · a2 white pawn · b2 white pawn · c2 white pawn · f2 white pawn · g2 white pawn · h2 white pawn · a1 white rook · b1 white knight · c1 white bishop · e1 white king · h1 white rook | 6 |
| 5 | a8 black rook · d8 black queen · e8 black king · f8 black bishop · g8 black knight · h8 black rook · d7 black bishop · f7 black pawn · g7 black pawn · h7 black pawn · a6 black pawn · d6 black pawn · b5 black pawn · d5 white queen · c4 black pawn · e4 white pawn · b3 white bishop · a2 white pawn · b2 white pawn · c2 white pawn · f2 white pawn · g2 white pawn · h2 white pawn · a1 white rook · b1 white knight · c1 white bishop · e1 white king · h1 white rook | a8 black rook · d8 black queen · e8 black king · f8 black bishop · g8 black knight · h8 black rook · d7 black bishop · f7 black pawn · g7 black pawn · h7 black pawn · a6 black pawn · d6 black pawn · b5 black pawn · d5 white queen · c4 black pawn · e4 white pawn · b3 white bishop · a2 white pawn · b2 white pawn · c2 white pawn · f2 white pawn · g2 white pawn · h2 white pawn · a1 white rook · b1 white knight · c1 white bishop · e1 white king · h1 white rook | a8 black rook · d8 black queen · e8 black king · f8 black bishop · g8 black knight · h8 black rook · d7 black bishop · f7 black pawn · g7 black pawn · h7 black pawn · a6 black pawn · d6 black pawn · b5 black pawn · d5 white queen · c4 black pawn · e4 white pawn · b3 white bishop · a2 white pawn · b2 white pawn · c2 white pawn · f2 white pawn · g2 white pawn · h2 white pawn · a1 white rook · b1 white knight · c1 white bishop · e1 white king · h1 white rook | a8 black rook · d8 black queen · e8 black king · f8 black bishop · g8 black knight · h8 black rook · d7 black bishop · f7 black pawn · g7 black pawn · h7 black pawn · a6 black pawn · d6 black pawn · b5 black pawn · d5 white queen · c4 black pawn · e4 white pawn · b3 white bishop · a2 white pawn · b2 white pawn · c2 white pawn · f2 white pawn · g2 white pawn · h2 white pawn · a1 white rook · b1 white knight · c1 white bishop · e1 white king · h1 white rook | a8 black rook · d8 black queen · e8 black king · f8 black bishop · g8 black knight · h8 black rook · d7 black bishop · f7 black pawn · g7 black pawn · h7 black pawn · a6 black pawn · d6 black pawn · b5 black pawn · d5 white queen · c4 black pawn · e4 white pawn · b3 white bishop · a2 white pawn · b2 white pawn · c2 white pawn · f2 white pawn · g2 white pawn · h2 white pawn · a1 white rook · b1 white knight · c1 white bishop · e1 white king · h1 white rook | a8 black rook · d8 black queen · e8 black king · f8 black bishop · g8 black knight · h8 black rook · d7 black bishop · f7 black pawn · g7 black pawn · h7 black pawn · a6 black pawn · d6 black pawn · b5 black pawn · d5 white queen · c4 black pawn · e4 white pawn · b3 white bishop · a2 white pawn · b2 white pawn · c2 white pawn · f2 white pawn · g2 white pawn · h2 white pawn · a1 white rook · b1 white knight · c1 white bishop · e1 white king · h1 white rook | a8 black rook · d8 black queen · e8 black king · f8 black bishop · g8 black knight · h8 black rook · d7 black bishop · f7 black pawn · g7 black pawn · h7 black pawn · a6 black pawn · d6 black pawn · b5 black pawn · d5 white queen · c4 black pawn · e4 white pawn · b3 white bishop · a2 white pawn · b2 white pawn · c2 white pawn · f2 white pawn · g2 white pawn · h2 white pawn · a1 white rook · b1 white knight · c1 white bishop · e1 white king · h1 white rook | a8 black rook · d8 black queen · e8 black king · f8 black bishop · g8 black knight · h8 black rook · d7 black bishop · f7 black pawn · g7 black pawn · h7 black pawn · a6 black pawn · d6 black pawn · b5 black pawn · d5 white queen · c4 black pawn · e4 white pawn · b3 white bishop · a2 white pawn · b2 white pawn · c2 white pawn · f2 white pawn · g2 white pawn · h2 white pawn · a1 white rook · b1 white knight · c1 white bishop · e1 white king · h1 white rook | 5 |
| 4 | a8 black rook · d8 black queen · e8 black king · f8 black bishop · g8 black knight · h8 black rook · d7 black bishop · f7 black pawn · g7 black pawn · h7 black pawn · a6 black pawn · d6 black pawn · b5 black pawn · d5 white queen · c4 black pawn · e4 white pawn · b3 white bishop · a2 white pawn · b2 white pawn · c2 white pawn · f2 white pawn · g2 white pawn · h2 white pawn · a1 white rook · b1 white knight · c1 white bishop · e1 white king · h1 white rook | a8 black rook · d8 black queen · e8 black king · f8 black bishop · g8 black knight · h8 black rook · d7 black bishop · f7 black pawn · g7 black pawn · h7 black pawn · a6 black pawn · d6 black pawn · b5 black pawn · d5 white queen · c4 black pawn · e4 white pawn · b3 white bishop · a2 white pawn · b2 white pawn · c2 white pawn · f2 white pawn · g2 white pawn · h2 white pawn · a1 white rook · b1 white knight · c1 white bishop · e1 white king · h1 white rook | a8 black rook · d8 black queen · e8 black king · f8 black bishop · g8 black knight · h8 black rook · d7 black bishop · f7 black pawn · g7 black pawn · h7 black pawn · a6 black pawn · d6 black pawn · b5 black pawn · d5 white queen · c4 black pawn · e4 white pawn · b3 white bishop · a2 white pawn · b2 white pawn · c2 white pawn · f2 white pawn · g2 white pawn · h2 white pawn · a1 white rook · b1 white knight · c1 white bishop · e1 white king · h1 white rook | a8 black rook · d8 black queen · e8 black king · f8 black bishop · g8 black knight · h8 black rook · d7 black bishop · f7 black pawn · g7 black pawn · h7 black pawn · a6 black pawn · d6 black pawn · b5 black pawn · d5 white queen · c4 black pawn · e4 white pawn · b3 white bishop · a2 white pawn · b2 white pawn · c2 white pawn · f2 white pawn · g2 white pawn · h2 white pawn · a1 white rook · b1 white knight · c1 white bishop · e1 white king · h1 white rook | a8 black rook · d8 black queen · e8 black king · f8 black bishop · g8 black knight · h8 black rook · d7 black bishop · f7 black pawn · g7 black pawn · h7 black pawn · a6 black pawn · d6 black pawn · b5 black pawn · d5 white queen · c4 black pawn · e4 white pawn · b3 white bishop · a2 white pawn · b2 white pawn · c2 white pawn · f2 white pawn · g2 white pawn · h2 white pawn · a1 white rook · b1 white knight · c1 white bishop · e1 white king · h1 white rook | a8 black rook · d8 black queen · e8 black king · f8 black bishop · g8 black knight · h8 black rook · d7 black bishop · f7 black pawn · g7 black pawn · h7 black pawn · a6 black pawn · d6 black pawn · b5 black pawn · d5 white queen · c4 black pawn · e4 white pawn · b3 white bishop · a2 white pawn · b2 white pawn · c2 white pawn · f2 white pawn · g2 white pawn · h2 white pawn · a1 white rook · b1 white knight · c1 white bishop · e1 white king · h1 white rook | a8 black rook · d8 black queen · e8 black king · f8 black bishop · g8 black knight · h8 black rook · d7 black bishop · f7 black pawn · g7 black pawn · h7 black pawn · a6 black pawn · d6 black pawn · b5 black pawn · d5 white queen · c4 black pawn · e4 white pawn · b3 white bishop · a2 white pawn · b2 white pawn · c2 white pawn · f2 white pawn · g2 white pawn · h2 white pawn · a1 white rook · b1 white knight · c1 white bishop · e1 white king · h1 white rook | a8 black rook · d8 black queen · e8 black king · f8 black bishop · g8 black knight · h8 black rook · d7 black bishop · f7 black pawn · g7 black pawn · h7 black pawn · a6 black pawn · d6 black pawn · b5 black pawn · d5 white queen · c4 black pawn · e4 white pawn · b3 white bishop · a2 white pawn · b2 white pawn · c2 white pawn · f2 white pawn · g2 white pawn · h2 white pawn · a1 white rook · b1 white knight · c1 white bishop · e1 white king · h1 white rook | 4 |
| 3 | a8 black rook · d8 black queen · e8 black king · f8 black bishop · g8 black knight · h8 black rook · d7 black bishop · f7 black pawn · g7 black pawn · h7 black pawn · a6 black pawn · d6 black pawn · b5 black pawn · d5 white queen · c4 black pawn · e4 white pawn · b3 white bishop · a2 white pawn · b2 white pawn · c2 white pawn · f2 white pawn · g2 white pawn · h2 white pawn · a1 white rook · b1 white knight · c1 white bishop · e1 white king · h1 white rook | a8 black rook · d8 black queen · e8 black king · f8 black bishop · g8 black knight · h8 black rook · d7 black bishop · f7 black pawn · g7 black pawn · h7 black pawn · a6 black pawn · d6 black pawn · b5 black pawn · d5 white queen · c4 black pawn · e4 white pawn · b3 white bishop · a2 white pawn · b2 white pawn · c2 white pawn · f2 white pawn · g2 white pawn · h2 white pawn · a1 white rook · b1 white knight · c1 white bishop · e1 white king · h1 white rook | a8 black rook · d8 black queen · e8 black king · f8 black bishop · g8 black knight · h8 black rook · d7 black bishop · f7 black pawn · g7 black pawn · h7 black pawn · a6 black pawn · d6 black pawn · b5 black pawn · d5 white queen · c4 black pawn · e4 white pawn · b3 white bishop · a2 white pawn · b2 white pawn · c2 white pawn · f2 white pawn · g2 white pawn · h2 white pawn · a1 white rook · b1 white knight · c1 white bishop · e1 white king · h1 white rook | a8 black rook · d8 black queen · e8 black king · f8 black bishop · g8 black knight · h8 black rook · d7 black bishop · f7 black pawn · g7 black pawn · h7 black pawn · a6 black pawn · d6 black pawn · b5 black pawn · d5 white queen · c4 black pawn · e4 white pawn · b3 white bishop · a2 white pawn · b2 white pawn · c2 white pawn · f2 white pawn · g2 white pawn · h2 white pawn · a1 white rook · b1 white knight · c1 white bishop · e1 white king · h1 white rook | a8 black rook · d8 black queen · e8 black king · f8 black bishop · g8 black knight · h8 black rook · d7 black bishop · f7 black pawn · g7 black pawn · h7 black pawn · a6 black pawn · d6 black pawn · b5 black pawn · d5 white queen · c4 black pawn · e4 white pawn · b3 white bishop · a2 white pawn · b2 white pawn · c2 white pawn · f2 white pawn · g2 white pawn · h2 white pawn · a1 white rook · b1 white knight · c1 white bishop · e1 white king · h1 white rook | a8 black rook · d8 black queen · e8 black king · f8 black bishop · g8 black knight · h8 black rook · d7 black bishop · f7 black pawn · g7 black pawn · h7 black pawn · a6 black pawn · d6 black pawn · b5 black pawn · d5 white queen · c4 black pawn · e4 white pawn · b3 white bishop · a2 white pawn · b2 white pawn · c2 white pawn · f2 white pawn · g2 white pawn · h2 white pawn · a1 white rook · b1 white knight · c1 white bishop · e1 white king · h1 white rook | a8 black rook · d8 black queen · e8 black king · f8 black bishop · g8 black knight · h8 black rook · d7 black bishop · f7 black pawn · g7 black pawn · h7 black pawn · a6 black pawn · d6 black pawn · b5 black pawn · d5 white queen · c4 black pawn · e4 white pawn · b3 white bishop · a2 white pawn · b2 white pawn · c2 white pawn · f2 white pawn · g2 white pawn · h2 white pawn · a1 white rook · b1 white knight · c1 white bishop · e1 white king · h1 white rook | a8 black rook · d8 black queen · e8 black king · f8 black bishop · g8 black knight · h8 black rook · d7 black bishop · f7 black pawn · g7 black pawn · h7 black pawn · a6 black pawn · d6 black pawn · b5 black pawn · d5 white queen · c4 black pawn · e4 white pawn · b3 white bishop · a2 white pawn · b2 white pawn · c2 white pawn · f2 white pawn · g2 white pawn · h2 white pawn · a1 white rook · b1 white knight · c1 white bishop · e1 white king · h1 white rook | 3 |
| 2 | a8 black rook · d8 black queen · e8 black king · f8 black bishop · g8 black knight · h8 black rook · d7 black bishop · f7 black pawn · g7 black pawn · h7 black pawn · a6 black pawn · d6 black pawn · b5 black pawn · d5 white queen · c4 black pawn · e4 white pawn · b3 white bishop · a2 white pawn · b2 white pawn · c2 white pawn · f2 white pawn · g2 white pawn · h2 white pawn · a1 white rook · b1 white knight · c1 white bishop · e1 white king · h1 white rook | a8 black rook · d8 black queen · e8 black king · f8 black bishop · g8 black knight · h8 black rook · d7 black bishop · f7 black pawn · g7 black pawn · h7 black pawn · a6 black pawn · d6 black pawn · b5 black pawn · d5 white queen · c4 black pawn · e4 white pawn · b3 white bishop · a2 white pawn · b2 white pawn · c2 white pawn · f2 white pawn · g2 white pawn · h2 white pawn · a1 white rook · b1 white knight · c1 white bishop · e1 white king · h1 white rook | a8 black rook · d8 black queen · e8 black king · f8 black bishop · g8 black knight · h8 black rook · d7 black bishop · f7 black pawn · g7 black pawn · h7 black pawn · a6 black pawn · d6 black pawn · b5 black pawn · d5 white queen · c4 black pawn · e4 white pawn · b3 white bishop · a2 white pawn · b2 white pawn · c2 white pawn · f2 white pawn · g2 white pawn · h2 white pawn · a1 white rook · b1 white knight · c1 white bishop · e1 white king · h1 white rook | a8 black rook · d8 black queen · e8 black king · f8 black bishop · g8 black knight · h8 black rook · d7 black bishop · f7 black pawn · g7 black pawn · h7 black pawn · a6 black pawn · d6 black pawn · b5 black pawn · d5 white queen · c4 black pawn · e4 white pawn · b3 white bishop · a2 white pawn · b2 white pawn · c2 white pawn · f2 white pawn · g2 white pawn · h2 white pawn · a1 white rook · b1 white knight · c1 white bishop · e1 white king · h1 white rook | a8 black rook · d8 black queen · e8 black king · f8 black bishop · g8 black knight · h8 black rook · d7 black bishop · f7 black pawn · g7 black pawn · h7 black pawn · a6 black pawn · d6 black pawn · b5 black pawn · d5 white queen · c4 black pawn · e4 white pawn · b3 white bishop · a2 white pawn · b2 white pawn · c2 white pawn · f2 white pawn · g2 white pawn · h2 white pawn · a1 white rook · b1 white knight · c1 white bishop · e1 white king · h1 white rook | a8 black rook · d8 black queen · e8 black king · f8 black bishop · g8 black knight · h8 black rook · d7 black bishop · f7 black pawn · g7 black pawn · h7 black pawn · a6 black pawn · d6 black pawn · b5 black pawn · d5 white queen · c4 black pawn · e4 white pawn · b3 white bishop · a2 white pawn · b2 white pawn · c2 white pawn · f2 white pawn · g2 white pawn · h2 white pawn · a1 white rook · b1 white knight · c1 white bishop · e1 white king · h1 white rook | a8 black rook · d8 black queen · e8 black king · f8 black bishop · g8 black knight · h8 black rook · d7 black bishop · f7 black pawn · g7 black pawn · h7 black pawn · a6 black pawn · d6 black pawn · b5 black pawn · d5 white queen · c4 black pawn · e4 white pawn · b3 white bishop · a2 white pawn · b2 white pawn · c2 white pawn · f2 white pawn · g2 white pawn · h2 white pawn · a1 white rook · b1 white knight · c1 white bishop · e1 white king · h1 white rook | a8 black rook · d8 black queen · e8 black king · f8 black bishop · g8 black knight · h8 black rook · d7 black bishop · f7 black pawn · g7 black pawn · h7 black pawn · a6 black pawn · d6 black pawn · b5 black pawn · d5 white queen · c4 black pawn · e4 white pawn · b3 white bishop · a2 white pawn · b2 white pawn · c2 white pawn · f2 white pawn · g2 white pawn · h2 white pawn · a1 white rook · b1 white knight · c1 white bishop · e1 white king · h1 white rook | 2 |
| 1 | a8 black rook · d8 black queen · e8 black king · f8 black bishop · g8 black knight · h8 black rook · d7 black bishop · f7 black pawn · g7 black pawn · h7 black pawn · a6 black pawn · d6 black pawn · b5 black pawn · d5 white queen · c4 black pawn · e4 white pawn · b3 white bishop · a2 white pawn · b2 white pawn · c2 white pawn · f2 white pawn · g2 white pawn · h2 white pawn · a1 white rook · b1 white knight · c1 white bishop · e1 white king · h1 white rook | a8 black rook · d8 black queen · e8 black king · f8 black bishop · g8 black knight · h8 black rook · d7 black bishop · f7 black pawn · g7 black pawn · h7 black pawn · a6 black pawn · d6 black pawn · b5 black pawn · d5 white queen · c4 black pawn · e4 white pawn · b3 white bishop · a2 white pawn · b2 white pawn · c2 white pawn · f2 white pawn · g2 white pawn · h2 white pawn · a1 white rook · b1 white knight · c1 white bishop · e1 white king · h1 white rook | a8 black rook · d8 black queen · e8 black king · f8 black bishop · g8 black knight · h8 black rook · d7 black bishop · f7 black pawn · g7 black pawn · h7 black pawn · a6 black pawn · d6 black pawn · b5 black pawn · d5 white queen · c4 black pawn · e4 white pawn · b3 white bishop · a2 white pawn · b2 white pawn · c2 white pawn · f2 white pawn · g2 white pawn · h2 white pawn · a1 white rook · b1 white knight · c1 white bishop · e1 white king · h1 white rook | a8 black rook · d8 black queen · e8 black king · f8 black bishop · g8 black knight · h8 black rook · d7 black bishop · f7 black pawn · g7 black pawn · h7 black pawn · a6 black pawn · d6 black pawn · b5 black pawn · d5 white queen · c4 black pawn · e4 white pawn · b3 white bishop · a2 white pawn · b2 white pawn · c2 white pawn · f2 white pawn · g2 white pawn · h2 white pawn · a1 white rook · b1 white knight · c1 white bishop · e1 white king · h1 white rook | a8 black rook · d8 black queen · e8 black king · f8 black bishop · g8 black knight · h8 black rook · d7 black bishop · f7 black pawn · g7 black pawn · h7 black pawn · a6 black pawn · d6 black pawn · b5 black pawn · d5 white queen · c4 black pawn · e4 white pawn · b3 white bishop · a2 white pawn · b2 white pawn · c2 white pawn · f2 white pawn · g2 white pawn · h2 white pawn · a1 white rook · b1 white knight · c1 white bishop · e1 white king · h1 white rook | a8 black rook · d8 black queen · e8 black king · f8 black bishop · g8 black knight · h8 black rook · d7 black bishop · f7 black pawn · g7 black pawn · h7 black pawn · a6 black pawn · d6 black pawn · b5 black pawn · d5 white queen · c4 black pawn · e4 white pawn · b3 white bishop · a2 white pawn · b2 white pawn · c2 white pawn · f2 white pawn · g2 white pawn · h2 white pawn · a1 white rook · b1 white knight · c1 white bishop · e1 white king · h1 white rook | a8 black rook · d8 black queen · e8 black king · f8 black bishop · g8 black knight · h8 black rook · d7 black bishop · f7 black pawn · g7 black pawn · h7 black pawn · a6 black pawn · d6 black pawn · b5 black pawn · d5 white queen · c4 black pawn · e4 white pawn · b3 white bishop · a2 white pawn · b2 white pawn · c2 white pawn · f2 white pawn · g2 white pawn · h2 white pawn · a1 white rook · b1 white knight · c1 white bishop · e1 white king · h1 white rook | a8 black rook · d8 black queen · e8 black king · f8 black bishop · g8 black knight · h8 black rook · d7 black bishop · f7 black pawn · g7 black pawn · h7 black pawn · a6 black pawn · d6 black pawn · b5 black pawn · d5 white queen · c4 black pawn · e4 white pawn · b3 white bishop · a2 white pawn · b2 white pawn · c2 white pawn · f2 white pawn · g2 white pawn · h2 white pawn · a1 white rook · b1 white knight · c1 white bishop · e1 white king · h1 white rook | 1 |
|   | a | b | c | d | e | f | g | h |   |

Bẫy Noah's Ark là một cái bẫy trong khai cuộc Ruy Lopez. Trên thực tế tên gọi "bẫy Noah's Ark" được sử dụng để mô tả một loạt các bẫy trong Ruy Lopez có chung đặc điểm là bẫy Tượng của Trắng tại ô b3 bằng Tốt (Đen).

## Phân tích
Nguồn gốc tên gọi của cái bẫy là không chắc chắn. Hình dáng dãy Tốt Đen a6, b5, c4 có thể giúp liên tưởng đến phần đầu (hay đuôi) của con tàu (Noah's Ark: tàu Nô-ê); hoặc cái tên phải chăng gợi ý đến việc cái bẫy này đã cổ như tàu Nô-ê.
Thậm chí các Kiện tướng cờ vua đôi khi cũng trở thành nạn nhân của bẫy Noah's Ark. Một ví dụ là ván đấu giữa Endre Steiner và José Capablanca tại giải đấu ở Budapest năm 1929:
1. e4 e5 2. Mf3 Mc6 3. Tb5 a6 4. Ta4 d6 5. d4
Những nước mạnh hơn cho Trắng là 5.c3, 5.Txc6+, và 5.0-0.
5... b5 6. Tb3 Mxd4 7. Mxd4 exd4 8. Hxd4??
Alexander Alekhine từng đề xuất nước đi này như là một công cụ giúp Trắng có được kết quả hòa, nhưng đó là một sai lầm khiến Trắng mất chất. Trắng nên thay bằng nước 8.Td5 hoặc thử gambit với 8.c3.
8... c5 9. Hd5 Te6 10. Hc6+ Td7 11. Hd5 c4 (xem hình trên)
Tượng của Trắng đã bị bẫy ở ô b3; kết quả là họ thua sau 32 nước.

### Trong phòng thủ Sicilian
Một biến thể của cái bẫy này cũng có thể xảy ra trong khai cuộc Phòng thủ Sicilian sau các nước đi 1.e4 c5 2.Mf3 Mc6 3.Tb5 (biến Rossolimo) a6 4.Ta4?? (cần phải chơi 4.Txc6) b5 5.Tb3 c4 (xem hình), và Tượng Trắng bị bẫy tương tự như trên.
|   | a | b | c | d | e | f | g | h |   |
| 8 | a8 black rook · c8 black bishop · d8 black queen · e8 black king · f8 black bishop · g8 black knight · h8 black rook · d7 black pawn · e7 black pawn · f7 black pawn · g7 black pawn · h7 black pawn · a6 black pawn · c6 black knight · b5 black pawn · c4 black pawn · e4 white pawn · b3 white bishop · f3 white knight · a2 white pawn · b2 white pawn · c2 white pawn · d2 white pawn · f2 white pawn · g2 white pawn · h2 white pawn · a1 white rook · b1 white knight · c1 white bishop · d1 white queen · e1 white king · h1 white rook | a8 black rook · c8 black bishop · d8 black queen · e8 black king · f8 black bishop · g8 black knight · h8 black rook · d7 black pawn · e7 black pawn · f7 black pawn · g7 black pawn · h7 black pawn · a6 black pawn · c6 black knight · b5 black pawn · c4 black pawn · e4 white pawn · b3 white bishop · f3 white knight · a2 white pawn · b2 white pawn · c2 white pawn · d2 white pawn · f2 white pawn · g2 white pawn · h2 white pawn · a1 white rook · b1 white knight · c1 white bishop · d1 white queen · e1 white king · h1 white rook | a8 black rook · c8 black bishop · d8 black queen · e8 black king · f8 black bishop · g8 black knight · h8 black rook · d7 black pawn · e7 black pawn · f7 black pawn · g7 black pawn · h7 black pawn · a6 black pawn · c6 black knight · b5 black pawn · c4 black pawn · e4 white pawn · b3 white bishop · f3 white knight · a2 white pawn · b2 white pawn · c2 white pawn · d2 white pawn · f2 white pawn · g2 white pawn · h2 white pawn · a1 white rook · b1 white knight · c1 white bishop · d1 white queen · e1 white king · h1 white rook | a8 black rook · c8 black bishop · d8 black queen · e8 black king · f8 black bishop · g8 black knight · h8 black rook · d7 black pawn · e7 black pawn · f7 black pawn · g7 black pawn · h7 black pawn · a6 black pawn · c6 black knight · b5 black pawn · c4 black pawn · e4 white pawn · b3 white bishop · f3 white knight · a2 white pawn · b2 white pawn · c2 white pawn · d2 white pawn · f2 white pawn · g2 white pawn · h2 white pawn · a1 white rook · b1 white knight · c1 white bishop · d1 white queen · e1 white king · h1 white rook | a8 black rook · c8 black bishop · d8 black queen · e8 black king · f8 black bishop · g8 black knight · h8 black rook · d7 black pawn · e7 black pawn · f7 black pawn · g7 black pawn · h7 black pawn · a6 black pawn · c6 black knight · b5 black pawn · c4 black pawn · e4 white pawn · b3 white bishop · f3 white knight · a2 white pawn · b2 white pawn · c2 white pawn · d2 white pawn · f2 white pawn · g2 white pawn · h2 white pawn · a1 white rook · b1 white knight · c1 white bishop · d1 white queen · e1 white king · h1 white rook | a8 black rook · c8 black bishop · d8 black queen · e8 black king · f8 black bishop · g8 black knight · h8 black rook · d7 black pawn · e7 black pawn · f7 black pawn · g7 black pawn · h7 black pawn · a6 black pawn · c6 black knight · b5 black pawn · c4 black pawn · e4 white pawn · b3 white bishop · f3 white knight · a2 white pawn · b2 white pawn · c2 white pawn · d2 white pawn · f2 white pawn · g2 white pawn · h2 white pawn · a1 white rook · b1 white knight · c1 white bishop · d1 white queen · e1 white king · h1 white rook | a8 black rook · c8 black bishop · d8 black queen · e8 black king · f8 black bishop · g8 black knight · h8 black rook · d7 black pawn · e7 black pawn · f7 black pawn · g7 black pawn · h7 black pawn · a6 black pawn · c6 black knight · b5 black pawn · c4 black pawn · e4 white pawn · b3 white bishop · f3 white knight · a2 white pawn · b2 white pawn · c2 white pawn · d2 white pawn · f2 white pawn · g2 white pawn · h2 white pawn · a1 white rook · b1 white knight · c1 white bishop · d1 white queen · e1 white king · h1 white rook | a8 black rook · c8 black bishop · d8 black queen · e8 black king · f8 black bishop · g8 black knight · h8 black rook · d7 black pawn · e7 black pawn · f7 black pawn · g7 black pawn · h7 black pawn · a6 black pawn · c6 black knight · b5 black pawn · c4 black pawn · e4 white pawn · b3 white bishop · f3 white knight · a2 white pawn · b2 white pawn · c2 white pawn · d2 white pawn · f2 white pawn · g2 white pawn · h2 white pawn · a1 white rook · b1 white knight · c1 white bishop · d1 white queen · e1 white king · h1 white rook | 8 |
| 7 | a8 black rook · c8 black bishop · d8 black queen · e8 black king · f8 black bishop · g8 black knight · h8 black rook · d7 black pawn · e7 black pawn · f7 black pawn · g7 black pawn · h7 black pawn · a6 black pawn · c6 black knight · b5 black pawn · c4 black pawn · e4 white pawn · b3 white bishop · f3 white knight · a2 white pawn · b2 white pawn · c2 white pawn · d2 white pawn · f2 white pawn · g2 white pawn · h2 white pawn · a1 white rook · b1 white knight · c1 white bishop · d1 white queen · e1 white king · h1 white rook | a8 black rook · c8 black bishop · d8 black queen · e8 black king · f8 black bishop · g8 black knight · h8 black rook · d7 black pawn · e7 black pawn · f7 black pawn · g7 black pawn · h7 black pawn · a6 black pawn · c6 black knight · b5 black pawn · c4 black pawn · e4 white pawn · b3 white bishop · f3 white knight · a2 white pawn · b2 white pawn · c2 white pawn · d2 white pawn · f2 white pawn · g2 white pawn · h2 white pawn · a1 white rook · b1 white knight · c1 white bishop · d1 white queen · e1 white king · h1 white rook | a8 black rook · c8 black bishop · d8 black queen · e8 black king · f8 black bishop · g8 black knight · h8 black rook · d7 black pawn · e7 black pawn · f7 black pawn · g7 black pawn · h7 black pawn · a6 black pawn · c6 black knight · b5 black pawn · c4 black pawn · e4 white pawn · b3 white bishop · f3 white knight · a2 white pawn · b2 white pawn · c2 white pawn · d2 white pawn · f2 white pawn · g2 white pawn · h2 white pawn · a1 white rook · b1 white knight · c1 white bishop · d1 white queen · e1 white king · h1 white rook | a8 black rook · c8 black bishop · d8 black queen · e8 black king · f8 black bishop · g8 black knight · h8 black rook · d7 black pawn · e7 black pawn · f7 black pawn · g7 black pawn · h7 black pawn · a6 black pawn · c6 black knight · b5 black pawn · c4 black pawn · e4 white pawn · b3 white bishop · f3 white knight · a2 white pawn · b2 white pawn · c2 white pawn · d2 white pawn · f2 white pawn · g2 white pawn · h2 white pawn · a1 white rook · b1 white knight · c1 white bishop · d1 white queen · e1 white king · h1 white rook | a8 black rook · c8 black bishop · d8 black queen · e8 black king · f8 black bishop · g8 black knight · h8 black rook · d7 black pawn · e7 black pawn · f7 black pawn · g7 black pawn · h7 black pawn · a6 black pawn · c6 black knight · b5 black pawn · c4 black pawn · e4 white pawn · b3 white bishop · f3 white knight · a2 white pawn · b2 white pawn · c2 white pawn · d2 white pawn · f2 white pawn · g2 white pawn · h2 white pawn · a1 white rook · b1 white knight · c1 white bishop · d1 white queen · e1 white king · h1 white rook | a8 black rook · c8 black bishop · d8 black queen · e8 black king · f8 black bishop · g8 black knight · h8 black rook · d7 black pawn · e7 black pawn · f7 black pawn · g7 black pawn · h7 black pawn · a6 black pawn · c6 black knight · b5 black pawn · c4 black pawn · e4 white pawn · b3 white bishop · f3 white knight · a2 white pawn · b2 white pawn · c2 white pawn · d2 white pawn · f2 white pawn · g2 white pawn · h2 white pawn · a1 white rook · b1 white knight · c1 white bishop · d1 white queen · e1 white king · h1 white rook | a8 black rook · c8 black bishop · d8 black queen · e8 black king · f8 black bishop · g8 black knight · h8 black rook · d7 black pawn · e7 black pawn · f7 black pawn · g7 black pawn · h7 black pawn · a6 black pawn · c6 black knight · b5 black pawn · c4 black pawn · e4 white pawn · b3 white bishop · f3 white knight · a2 white pawn · b2 white pawn · c2 white pawn · d2 white pawn · f2 white pawn · g2 white pawn · h2 white pawn · a1 white rook · b1 white knight · c1 white bishop · d1 white queen · e1 white king · h1 white rook | a8 black rook · c8 black bishop · d8 black queen · e8 black king · f8 black bishop · g8 black knight · h8 black rook · d7 black pawn · e7 black pawn · f7 black pawn · g7 black pawn · h7 black pawn · a6 black pawn · c6 black knight · b5 black pawn · c4 black pawn · e4 white pawn · b3 white bishop · f3 white knight · a2 white pawn · b2 white pawn · c2 white pawn · d2 white pawn · f2 white pawn · g2 white pawn · h2 white pawn · a1 white rook · b1 white knight · c1 white bishop · d1 white queen · e1 white king · h1 white rook | 7 |
| 6 | a8 black rook · c8 black bishop · d8 black queen · e8 black king · f8 black bishop · g8 black knight · h8 black rook · d7 black pawn · e7 black pawn · f7 black pawn · g7 black pawn · h7 black pawn · a6 black pawn · c6 black knight · b5 black pawn · c4 black pawn · e4 white pawn · b3 white bishop · f3 white knight · a2 white pawn · b2 white pawn · c2 white pawn · d2 white pawn · f2 white pawn · g2 white pawn · h2 white pawn · a1 white rook · b1 white knight · c1 white bishop · d1 white queen · e1 white king · h1 white rook | a8 black rook · c8 black bishop · d8 black queen · e8 black king · f8 black bishop · g8 black knight · h8 black rook · d7 black pawn · e7 black pawn · f7 black pawn · g7 black pawn · h7 black pawn · a6 black pawn · c6 black knight · b5 black pawn · c4 black pawn · e4 white pawn · b3 white bishop · f3 white knight · a2 white pawn · b2 white pawn · c2 white pawn · d2 white pawn · f2 white pawn · g2 white pawn · h2 white pawn · a1 white rook · b1 white knight · c1 white bishop · d1 white queen · e1 white king · h1 white rook | a8 black rook · c8 black bishop · d8 black queen · e8 black king · f8 black bishop · g8 black knight · h8 black rook · d7 black pawn · e7 black pawn · f7 black pawn · g7 black pawn · h7 black pawn · a6 black pawn · c6 black knight · b5 black pawn · c4 black pawn · e4 white pawn · b3 white bishop · f3 white knight · a2 white pawn · b2 white pawn · c2 white pawn · d2 white pawn · f2 white pawn · g2 white pawn · h2 white pawn · a1 white rook · b1 white knight · c1 white bishop · d1 white queen · e1 white king · h1 white rook | a8 black rook · c8 black bishop · d8 black queen · e8 black king · f8 black bishop · g8 black knight · h8 black rook · d7 black pawn · e7 black pawn · f7 black pawn · g7 black pawn · h7 black pawn · a6 black pawn · c6 black knight · b5 black pawn · c4 black pawn · e4 white pawn · b3 white bishop · f3 white knight · a2 white pawn · b2 white pawn · c2 white pawn · d2 white pawn · f2 white pawn · g2 white pawn · h2 white pawn · a1 white rook · b1 white knight · c1 white bishop · d1 white queen · e1 white king · h1 white rook | a8 black rook · c8 black bishop · d8 black queen · e8 black king · f8 black bishop · g8 black knight · h8 black rook · d7 black pawn · e7 black pawn · f7 black pawn · g7 black pawn · h7 black pawn · a6 black pawn · c6 black knight · b5 black pawn · c4 black pawn · e4 white pawn · b3 white bishop · f3 white knight · a2 white pawn · b2 white pawn · c2 white pawn · d2 white pawn · f2 white pawn · g2 white pawn · h2 white pawn · a1 white rook · b1 white knight · c1 white bishop · d1 white queen · e1 white king · h1 white rook | a8 black rook · c8 black bishop · d8 black queen · e8 black king · f8 black bishop · g8 black knight · h8 black rook · d7 black pawn · e7 black pawn · f7 black pawn · g7 black pawn · h7 black pawn · a6 black pawn · c6 black knight · b5 black pawn · c4 black pawn · e4 white pawn · b3 white bishop · f3 white knight · a2 white pawn · b2 white pawn · c2 white pawn · d2 white pawn · f2 white pawn · g2 white pawn · h2 white pawn · a1 white rook · b1 white knight · c1 white bishop · d1 white queen · e1 white king · h1 white rook | a8 black rook · c8 black bishop · d8 black queen · e8 black king · f8 black bishop · g8 black knight · h8 black rook · d7 black pawn · e7 black pawn · f7 black pawn · g7 black pawn · h7 black pawn · a6 black pawn · c6 black knight · b5 black pawn · c4 black pawn · e4 white pawn · b3 white bishop · f3 white knight · a2 white pawn · b2 white pawn · c2 white pawn · d2 white pawn · f2 white pawn · g2 white pawn · h2 white pawn · a1 white rook · b1 white knight · c1 white bishop · d1 white queen · e1 white king · h1 white rook | a8 black rook · c8 black bishop · d8 black queen · e8 black king · f8 black bishop · g8 black knight · h8 black rook · d7 black pawn · e7 black pawn · f7 black pawn · g7 black pawn · h7 black pawn · a6 black pawn · c6 black knight · b5 black pawn · c4 black pawn · e4 white pawn · b3 white bishop · f3 white knight · a2 white pawn · b2 white pawn · c2 white pawn · d2 white pawn · f2 white pawn · g2 white pawn · h2 white pawn · a1 white rook · b1 white knight · c1 white bishop · d1 white queen · e1 white king · h1 white rook | 6 |
| 5 | a8 black rook · c8 black bishop · d8 black queen · e8 black king · f8 black bishop · g8 black knight · h8 black rook · d7 black pawn · e7 black pawn · f7 black pawn · g7 black pawn · h7 black pawn · a6 black pawn · c6 black knight · b5 black pawn · c4 black pawn · e4 white pawn · b3 white bishop · f3 white knight · a2 white pawn · b2 white pawn · c2 white pawn · d2 white pawn · f2 white pawn · g2 white pawn · h2 white pawn · a1 white rook · b1 white knight · c1 white bishop · d1 white queen · e1 white king · h1 white rook | a8 black rook · c8 black bishop · d8 black queen · e8 black king · f8 black bishop · g8 black knight · h8 black rook · d7 black pawn · e7 black pawn · f7 black pawn · g7 black pawn · h7 black pawn · a6 black pawn · c6 black knight · b5 black pawn · c4 black pawn · e4 white pawn · b3 white bishop · f3 white knight · a2 white pawn · b2 white pawn · c2 white pawn · d2 white pawn · f2 white pawn · g2 white pawn · h2 white pawn · a1 white rook · b1 white knight · c1 white bishop · d1 white queen · e1 white king · h1 white rook | a8 black rook · c8 black bishop · d8 black queen · e8 black king · f8 black bishop · g8 black knight · h8 black rook · d7 black pawn · e7 black pawn · f7 black pawn · g7 black pawn · h7 black pawn · a6 black pawn · c6 black knight · b5 black pawn · c4 black pawn · e4 white pawn · b3 white bishop · f3 white knight · a2 white pawn · b2 white pawn · c2 white pawn · d2 white pawn · f2 white pawn · g2 white pawn · h2 white pawn · a1 white rook · b1 white knight · c1 white bishop · d1 white queen · e1 white king · h1 white rook | a8 black rook · c8 black bishop · d8 black queen · e8 black king · f8 black bishop · g8 black knight · h8 black rook · d7 black pawn · e7 black pawn · f7 black pawn · g7 black pawn · h7 black pawn · a6 black pawn · c6 black knight · b5 black pawn · c4 black pawn · e4 white pawn · b3 white bishop · f3 white knight · a2 white pawn · b2 white pawn · c2 white pawn · d2 white pawn · f2 white pawn · g2 white pawn · h2 white pawn · a1 white rook · b1 white knight · c1 white bishop · d1 white queen · e1 white king · h1 white rook | a8 black rook · c8 black bishop · d8 black queen · e8 black king · f8 black bishop · g8 black knight · h8 black rook · d7 black pawn · e7 black pawn · f7 black pawn · g7 black pawn · h7 black pawn · a6 black pawn · c6 black knight · b5 black pawn · c4 black pawn · e4 white pawn · b3 white bishop · f3 white knight · a2 white pawn · b2 white pawn · c2 white pawn · d2 white pawn · f2 white pawn · g2 white pawn · h2 white pawn · a1 white rook · b1 white knight · c1 white bishop · d1 white queen · e1 white king · h1 white rook | a8 black rook · c8 black bishop · d8 black queen · e8 black king · f8 black bishop · g8 black knight · h8 black rook · d7 black pawn · e7 black pawn · f7 black pawn · g7 black pawn · h7 black pawn · a6 black pawn · c6 black knight · b5 black pawn · c4 black pawn · e4 white pawn · b3 white bishop · f3 white knight · a2 white pawn · b2 white pawn · c2 white pawn · d2 white pawn · f2 white pawn · g2 white pawn · h2 white pawn · a1 white rook · b1 white knight · c1 white bishop · d1 white queen · e1 white king · h1 white rook | a8 black rook · c8 black bishop · d8 black queen · e8 black king · f8 black bishop · g8 black knight · h8 black rook · d7 black pawn · e7 black pawn · f7 black pawn · g7 black pawn · h7 black pawn · a6 black pawn · c6 black knight · b5 black pawn · c4 black pawn · e4 white pawn · b3 white bishop · f3 white knight · a2 white pawn · b2 white pawn · c2 white pawn · d2 white pawn · f2 white pawn · g2 white pawn · h2 white pawn · a1 white rook · b1 white knight · c1 white bishop · d1 white queen · e1 white king · h1 white rook | a8 black rook · c8 black bishop · d8 black queen · e8 black king · f8 black bishop · g8 black knight · h8 black rook · d7 black pawn · e7 black pawn · f7 black pawn · g7 black pawn · h7 black pawn · a6 black pawn · c6 black knight · b5 black pawn · c4 black pawn · e4 white pawn · b3 white bishop · f3 white knight · a2 white pawn · b2 white pawn · c2 white pawn · d2 white pawn · f2 white pawn · g2 white pawn · h2 white pawn · a1 white rook · b1 white knight · c1 white bishop · d1 white queen · e1 white king · h1 white rook | 5 |
| 4 | a8 black rook · c8 black bishop · d8 black queen · e8 black king · f8 black bishop · g8 black knight · h8 black rook · d7 black pawn · e7 black pawn · f7 black pawn · g7 black pawn · h7 black pawn · a6 black pawn · c6 black knight · b5 black pawn · c4 black pawn · e4 white pawn · b3 white bishop · f3 white knight · a2 white pawn · b2 white pawn · c2 white pawn · d2 white pawn · f2 white pawn · g2 white pawn · h2 white pawn · a1 white rook · b1 white knight · c1 white bishop · d1 white queen · e1 white king · h1 white rook | a8 black rook · c8 black bishop · d8 black queen · e8 black king · f8 black bishop · g8 black knight · h8 black rook · d7 black pawn · e7 black pawn · f7 black pawn · g7 black pawn · h7 black pawn · a6 black pawn · c6 black knight · b5 black pawn · c4 black pawn · e4 white pawn · b3 white bishop · f3 white knight · a2 white pawn · b2 white pawn · c2 white pawn · d2 white pawn · f2 white pawn · g2 white pawn · h2 white pawn · a1 white rook · b1 white knight · c1 white bishop · d1 white queen · e1 white king · h1 white rook | a8 black rook · c8 black bishop · d8 black queen · e8 black king · f8 black bishop · g8 black knight · h8 black rook · d7 black pawn · e7 black pawn · f7 black pawn · g7 black pawn · h7 black pawn · a6 black pawn · c6 black knight · b5 black pawn · c4 black pawn · e4 white pawn · b3 white bishop · f3 white knight · a2 white pawn · b2 white pawn · c2 white pawn · d2 white pawn · f2 white pawn · g2 white pawn · h2 white pawn · a1 white rook · b1 white knight · c1 white bishop · d1 white queen · e1 white king · h1 white rook | a8 black rook · c8 black bishop · d8 black queen · e8 black king · f8 black bishop · g8 black knight · h8 black rook · d7 black pawn · e7 black pawn · f7 black pawn · g7 black pawn · h7 black pawn · a6 black pawn · c6 black knight · b5 black pawn · c4 black pawn · e4 white pawn · b3 white bishop · f3 white knight · a2 white pawn · b2 white pawn · c2 white pawn · d2 white pawn · f2 white pawn · g2 white pawn · h2 white pawn · a1 white rook · b1 white knight · c1 white bishop · d1 white queen · e1 white king · h1 white rook | a8 black rook · c8 black bishop · d8 black queen · e8 black king · f8 black bishop · g8 black knight · h8 black rook · d7 black pawn · e7 black pawn · f7 black pawn · g7 black pawn · h7 black pawn · a6 black pawn · c6 black knight · b5 black pawn · c4 black pawn · e4 white pawn · b3 white bishop · f3 white knight · a2 white pawn · b2 white pawn · c2 white pawn · d2 white pawn · f2 white pawn · g2 white pawn · h2 white pawn · a1 white rook · b1 white knight · c1 white bishop · d1 white queen · e1 white king · h1 white rook | a8 black rook · c8 black bishop · d8 black queen · e8 black king · f8 black bishop · g8 black knight · h8 black rook · d7 black pawn · e7 black pawn · f7 black pawn · g7 black pawn · h7 black pawn · a6 black pawn · c6 black knight · b5 black pawn · c4 black pawn · e4 white pawn · b3 white bishop · f3 white knight · a2 white pawn · b2 white pawn · c2 white pawn · d2 white pawn · f2 white pawn · g2 white pawn · h2 white pawn · a1 white rook · b1 white knight · c1 white bishop · d1 white queen · e1 white king · h1 white rook | a8 black rook · c8 black bishop · d8 black queen · e8 black king · f8 black bishop · g8 black knight · h8 black rook · d7 black pawn · e7 black pawn · f7 black pawn · g7 black pawn · h7 black pawn · a6 black pawn · c6 black knight · b5 black pawn · c4 black pawn · e4 white pawn · b3 white bishop · f3 white knight · a2 white pawn · b2 white pawn · c2 white pawn · d2 white pawn · f2 white pawn · g2 white pawn · h2 white pawn · a1 white rook · b1 white knight · c1 white bishop · d1 white queen · e1 white king · h1 white rook | a8 black rook · c8 black bishop · d8 black queen · e8 black king · f8 black bishop · g8 black knight · h8 black rook · d7 black pawn · e7 black pawn · f7 black pawn · g7 black pawn · h7 black pawn · a6 black pawn · c6 black knight · b5 black pawn · c4 black pawn · e4 white pawn · b3 white bishop · f3 white knight · a2 white pawn · b2 white pawn · c2 white pawn · d2 white pawn · f2 white pawn · g2 white pawn · h2 white pawn · a1 white rook · b1 white knight · c1 white bishop · d1 white queen · e1 white king · h1 white rook | 4 |
| 3 | a8 black rook · c8 black bishop · d8 black queen · e8 black king · f8 black bishop · g8 black knight · h8 black rook · d7 black pawn · e7 black pawn · f7 black pawn · g7 black pawn · h7 black pawn · a6 black pawn · c6 black knight · b5 black pawn · c4 black pawn · e4 white pawn · b3 white bishop · f3 white knight · a2 white pawn · b2 white pawn · c2 white pawn · d2 white pawn · f2 white pawn · g2 white pawn · h2 white pawn · a1 white rook · b1 white knight · c1 white bishop · d1 white queen · e1 white king · h1 white rook | a8 black rook · c8 black bishop · d8 black queen · e8 black king · f8 black bishop · g8 black knight · h8 black rook · d7 black pawn · e7 black pawn · f7 black pawn · g7 black pawn · h7 black pawn · a6 black pawn · c6 black knight · b5 black pawn · c4 black pawn · e4 white pawn · b3 white bishop · f3 white knight · a2 white pawn · b2 white pawn · c2 white pawn · d2 white pawn · f2 white pawn · g2 white pawn · h2 white pawn · a1 white rook · b1 white knight · c1 white bishop · d1 white queen · e1 white king · h1 white rook | a8 black rook · c8 black bishop · d8 black queen · e8 black king · f8 black bishop · g8 black knight · h8 black rook · d7 black pawn · e7 black pawn · f7 black pawn · g7 black pawn · h7 black pawn · a6 black pawn · c6 black knight · b5 black pawn · c4 black pawn · e4 white pawn · b3 white bishop · f3 white knight · a2 white pawn · b2 white pawn · c2 white pawn · d2 white pawn · f2 white pawn · g2 white pawn · h2 white pawn · a1 white rook · b1 white knight · c1 white bishop · d1 white queen · e1 white king · h1 white rook | a8 black rook · c8 black bishop · d8 black queen · e8 black king · f8 black bishop · g8 black knight · h8 black rook · d7 black pawn · e7 black pawn · f7 black pawn · g7 black pawn · h7 black pawn · a6 black pawn · c6 black knight · b5 black pawn · c4 black pawn · e4 white pawn · b3 white bishop · f3 white knight · a2 white pawn · b2 white pawn · c2 white pawn · d2 white pawn · f2 white pawn · g2 white pawn · h2 white pawn · a1 white rook · b1 white knight · c1 white bishop · d1 white queen · e1 white king · h1 white rook | a8 black rook · c8 black bishop · d8 black queen · e8 black king · f8 black bishop · g8 black knight · h8 black rook · d7 black pawn · e7 black pawn · f7 black pawn · g7 black pawn · h7 black pawn · a6 black pawn · c6 black knight · b5 black pawn · c4 black pawn · e4 white pawn · b3 white bishop · f3 white knight · a2 white pawn · b2 white pawn · c2 white pawn · d2 white pawn · f2 white pawn · g2 white pawn · h2 white pawn · a1 white rook · b1 white knight · c1 white bishop · d1 white queen · e1 white king · h1 white rook | a8 black rook · c8 black bishop · d8 black queen · e8 black king · f8 black bishop · g8 black knight · h8 black rook · d7 black pawn · e7 black pawn · f7 black pawn · g7 black pawn · h7 black pawn · a6 black pawn · c6 black knight · b5 black pawn · c4 black pawn · e4 white pawn · b3 white bishop · f3 white knight · a2 white pawn · b2 white pawn · c2 white pawn · d2 white pawn · f2 white pawn · g2 white pawn · h2 white pawn · a1 white rook · b1 white knight · c1 white bishop · d1 white queen · e1 white king · h1 white rook | a8 black rook · c8 black bishop · d8 black queen · e8 black king · f8 black bishop · g8 black knight · h8 black rook · d7 black pawn · e7 black pawn · f7 black pawn · g7 black pawn · h7 black pawn · a6 black pawn · c6 black knight · b5 black pawn · c4 black pawn · e4 white pawn · b3 white bishop · f3 white knight · a2 white pawn · b2 white pawn · c2 white pawn · d2 white pawn · f2 white pawn · g2 white pawn · h2 white pawn · a1 white rook · b1 white knight · c1 white bishop · d1 white queen · e1 white king · h1 white rook | a8 black rook · c8 black bishop · d8 black queen · e8 black king · f8 black bishop · g8 black knight · h8 black rook · d7 black pawn · e7 black pawn · f7 black pawn · g7 black pawn · h7 black pawn · a6 black pawn · c6 black knight · b5 black pawn · c4 black pawn · e4 white pawn · b3 white bishop · f3 white knight · a2 white pawn · b2 white pawn · c2 white pawn · d2 white pawn · f2 white pawn · g2 white pawn · h2 white pawn · a1 white rook · b1 white knight · c1 white bishop · d1 white queen · e1 white king · h1 white rook | 3 |
| 2 | a8 black rook · c8 black bishop · d8 black queen · e8 black king · f8 black bishop · g8 black knight · h8 black rook · d7 black pawn · e7 black pawn · f7 black pawn · g7 black pawn · h7 black pawn · a6 black pawn · c6 black knight · b5 black pawn · c4 black pawn · e4 white pawn · b3 white bishop · f3 white knight · a2 white pawn · b2 white pawn · c2 white pawn · d2 white pawn · f2 white pawn · g2 white pawn · h2 white pawn · a1 white rook · b1 white knight · c1 white bishop · d1 white queen · e1 white king · h1 white rook | a8 black rook · c8 black bishop · d8 black queen · e8 black king · f8 black bishop · g8 black knight · h8 black rook · d7 black pawn · e7 black pawn · f7 black pawn · g7 black pawn · h7 black pawn · a6 black pawn · c6 black knight · b5 black pawn · c4 black pawn · e4 white pawn · b3 white bishop · f3 white knight · a2 white pawn · b2 white pawn · c2 white pawn · d2 white pawn · f2 white pawn · g2 white pawn · h2 white pawn · a1 white rook · b1 white knight · c1 white bishop · d1 white queen · e1 white king · h1 white rook | a8 black rook · c8 black bishop · d8 black queen · e8 black king · f8 black bishop · g8 black knight · h8 black rook · d7 black pawn · e7 black pawn · f7 black pawn · g7 black pawn · h7 black pawn · a6 black pawn · c6 black knight · b5 black pawn · c4 black pawn · e4 white pawn · b3 white bishop · f3 white knight · a2 white pawn · b2 white pawn · c2 white pawn · d2 white pawn · f2 white pawn · g2 white pawn · h2 white pawn · a1 white rook · b1 white knight · c1 white bishop · d1 white queen · e1 white king · h1 white rook | a8 black rook · c8 black bishop · d8 black queen · e8 black king · f8 black bishop · g8 black knight · h8 black rook · d7 black pawn · e7 black pawn · f7 black pawn · g7 black pawn · h7 black pawn · a6 black pawn · c6 black knight · b5 black pawn · c4 black pawn · e4 white pawn · b3 white bishop · f3 white knight · a2 white pawn · b2 white pawn · c2 white pawn · d2 white pawn · f2 white pawn · g2 white pawn · h2 white pawn · a1 white rook · b1 white knight · c1 white bishop · d1 white queen · e1 white king · h1 white rook | a8 black rook · c8 black bishop · d8 black queen · e8 black king · f8 black bishop · g8 black knight · h8 black rook · d7 black pawn · e7 black pawn · f7 black pawn · g7 black pawn · h7 black pawn · a6 black pawn · c6 black knight · b5 black pawn · c4 black pawn · e4 white pawn · b3 white bishop · f3 white knight · a2 white pawn · b2 white pawn · c2 white pawn · d2 white pawn · f2 white pawn · g2 white pawn · h2 white pawn · a1 white rook · b1 white knight · c1 white bishop · d1 white queen · e1 white king · h1 white rook | a8 black rook · c8 black bishop · d8 black queen · e8 black king · f8 black bishop · g8 black knight · h8 black rook · d7 black pawn · e7 black pawn · f7 black pawn · g7 black pawn · h7 black pawn · a6 black pawn · c6 black knight · b5 black pawn · c4 black pawn · e4 white pawn · b3 white bishop · f3 white knight · a2 white pawn · b2 white pawn · c2 white pawn · d2 white pawn · f2 white pawn · g2 white pawn · h2 white pawn · a1 white rook · b1 white knight · c1 white bishop · d1 white queen · e1 white king · h1 white rook | a8 black rook · c8 black bishop · d8 black queen · e8 black king · f8 black bishop · g8 black knight · h8 black rook · d7 black pawn · e7 black pawn · f7 black pawn · g7 black pawn · h7 black pawn · a6 black pawn · c6 black knight · b5 black pawn · c4 black pawn · e4 white pawn · b3 white bishop · f3 white knight · a2 white pawn · b2 white pawn · c2 white pawn · d2 white pawn · f2 white pawn · g2 white pawn · h2 white pawn · a1 white rook · b1 white knight · c1 white bishop · d1 white queen · e1 white king · h1 white rook | a8 black rook · c8 black bishop · d8 black queen · e8 black king · f8 black bishop · g8 black knight · h8 black rook · d7 black pawn · e7 black pawn · f7 black pawn · g7 black pawn · h7 black pawn · a6 black pawn · c6 black knight · b5 black pawn · c4 black pawn · e4 white pawn · b3 white bishop · f3 white knight · a2 white pawn · b2 white pawn · c2 white pawn · d2 white pawn · f2 white pawn · g2 white pawn · h2 white pawn · a1 white rook · b1 white knight · c1 white bishop · d1 white queen · e1 white king · h1 white rook | 2 |
| 1 | a8 black rook · c8 black bishop · d8 black queen · e8 black king · f8 black bishop · g8 black knight · h8 black rook · d7 black pawn · e7 black pawn · f7 black pawn · g7 black pawn · h7 black pawn · a6 black pawn · c6 black knight · b5 black pawn · c4 black pawn · e4 white pawn · b3 white bishop · f3 white knight · a2 white pawn · b2 white pawn · c2 white pawn · d2 white pawn · f2 white pawn · g2 white pawn · h2 white pawn · a1 white rook · b1 white knight · c1 white bishop · d1 white queen · e1 white king · h1 white rook | a8 black rook · c8 black bishop · d8 black queen · e8 black king · f8 black bishop · g8 black knight · h8 black rook · d7 black pawn · e7 black pawn · f7 black pawn · g7 black pawn · h7 black pawn · a6 black pawn · c6 black knight · b5 black pawn · c4 black pawn · e4 white pawn · b3 white bishop · f3 white knight · a2 white pawn · b2 white pawn · c2 white pawn · d2 white pawn · f2 white pawn · g2 white pawn · h2 white pawn · a1 white rook · b1 white knight · c1 white bishop · d1 white queen · e1 white king · h1 white rook | a8 black rook · c8 black bishop · d8 black queen · e8 black king · f8 black bishop · g8 black knight · h8 black rook · d7 black pawn · e7 black pawn · f7 black pawn · g7 black pawn · h7 black pawn · a6 black pawn · c6 black knight · b5 black pawn · c4 black pawn · e4 white pawn · b3 white bishop · f3 white knight · a2 white pawn · b2 white pawn · c2 white pawn · d2 white pawn · f2 white pawn · g2 white pawn · h2 white pawn · a1 white rook · b1 white knight · c1 white bishop · d1 white queen · e1 white king · h1 white rook | a8 black rook · c8 black bishop · d8 black queen · e8 black king · f8 black bishop · g8 black knight · h8 black rook · d7 black pawn · e7 black pawn · f7 black pawn · g7 black pawn · h7 black pawn · a6 black pawn · c6 black knight · b5 black pawn · c4 black pawn · e4 white pawn · b3 white bishop · f3 white knight · a2 white pawn · b2 white pawn · c2 white pawn · d2 white pawn · f2 white pawn · g2 white pawn · h2 white pawn · a1 white rook · b1 white knight · c1 white bishop · d1 white queen · e1 white king · h1 white rook | a8 black rook · c8 black bishop · d8 black queen · e8 black king · f8 black bishop · g8 black knight · h8 black rook · d7 black pawn · e7 black pawn · f7 black pawn · g7 black pawn · h7 black pawn · a6 black pawn · c6 black knight · b5 black pawn · c4 black pawn · e4 white pawn · b3 white bishop · f3 white knight · a2 white pawn · b2 white pawn · c2 white pawn · d2 white pawn · f2 white pawn · g2 white pawn · h2 white pawn · a1 white rook · b1 white knight · c1 white bishop · d1 white queen · e1 white king · h1 white rook | a8 black rook · c8 black bishop · d8 black queen · e8 black king · f8 black bishop · g8 black knight · h8 black rook · d7 black pawn · e7 black pawn · f7 black pawn · g7 black pawn · h7 black pawn · a6 black pawn · c6 black knight · b5 black pawn · c4 black pawn · e4 white pawn · b3 white bishop · f3 white knight · a2 white pawn · b2 white pawn · c2 white pawn · d2 white pawn · f2 white pawn · g2 white pawn · h2 white pawn · a1 white rook · b1 white knight · c1 white bishop · d1 white queen · e1 white king · h1 white rook | a8 black rook · c8 black bishop · d8 black queen · e8 black king · f8 black bishop · g8 black knight · h8 black rook · d7 black pawn · e7 black pawn · f7 black pawn · g7 black pawn · h7 black pawn · a6 black pawn · c6 black knight · b5 black pawn · c4 black pawn · e4 white pawn · b3 white bishop · f3 white knight · a2 white pawn · b2 white pawn · c2 white pawn · d2 white pawn · f2 white pawn · g2 white pawn · h2 white pawn · a1 white rook · b1 white knight · c1 white bishop · d1 white queen · e1 white king · h1 white rook | a8 black rook · c8 black bishop · d8 black queen · e8 black king · f8 black bishop · g8 black knight · h8 black rook · d7 black pawn · e7 black pawn · f7 black pawn · g7 black pawn · h7 black pawn · a6 black pawn · c6 black knight · b5 black pawn · c4 black pawn · e4 white pawn · b3 white bishop · f3 white knight · a2 white pawn · b2 white pawn · c2 white pawn · d2 white pawn · f2 white pawn · g2 white pawn · h2 white pawn · a1 white rook · b1 white knight · c1 white bishop · d1 white queen · e1 white king · h1 white rook | 1 |
|   | a | b | c | d | e | f | g | h |   |